# المتحف الوطني في كراكوف
المتحف الوطني في كراكوف (بالبولندية: Muzeum Narodowe w Krakowie)‏ ويُعرف اختصارًا باسم MNK، هو أكبر متحف في بولندا، والفرع الرئيسي لمتحف بولندا الوطني، الذي له عدة فروع مستقلة مع مجموعات دائمة في جميع أنحاء البلاد. تأسس المتحف عام 1879، ويتكون من 21 قسمًا مقسمة حسب الفترة الفنية: 11 معرضًا، ومكتبتين، و12 ورشة ترميم. يحتوي على حوالي 780.000 قطعة فنية، تمتد من علم الآثار الكلاسيكي إلى الفن الحديث، مع التركيز بشكل خاص على الرسم البولندي.

## الموقع
تم إنشاء متحف كراكوف الوطني لأول مرة في الطابق العلوي من مبنى عصر النهضة الواقع في الساحة الرئيسية في مدينة كراكوف القديمة، وهي الآن موطنًا لأحد أكثر أقسامها شهرة في المدينة. بدأ تشييد المبنى الرئيسي الجديد المعاصر بالمتحف الواقع في 3 شارع ماجا، في عام 1934، ولكن توقف بسبب الحرب العالمية الثانية. تم الانتهاء منه بالكامل فقط في عام 1992، بعد انهيار الكتلة الشرقية. يتم الاحتفاظ بالمجموعات - التي تتكون من عدة مئات الآلاف من العناصر في المجموع - في جزء كبير منها في المبنى الرئيسي حيث توجد المكاتب الإدارية، ولكن أيضًا في الأقسام التسعة حول المدينة.
خلال الحرب العالمية الثانية، تم نهب المجموعة من قبل الغزاة الفاشيين الألمان. استعادت الحكومة البولندية بعد الحرب العديد من الأعمال التي استولى عليها الألمان. لا يزال هناك أكثر من 1000 قطعة أثرية مفقودة، بما في ذلك ذا فايت بيتوين كارنيفال أند لينت (بالإنجليزية: The Fight Between Carnival and Lent)‏ التي تزعم السلطات البولندية أنها سُرقت في عام 1939 من قبل الغزاة الألمان، وبحسب ما ورد أخذوا وبيعوا في فيينا، ويقيمون حاليًا في متحف كانتذيزستوريس هناك، بواسطة بيتر بروغل الأكبر (تم التبرع بها للمتحف في عام 1937 من قبل ستانيسلاو يورساين-روزسكي) وآخرين لا يقدرون بثمن.

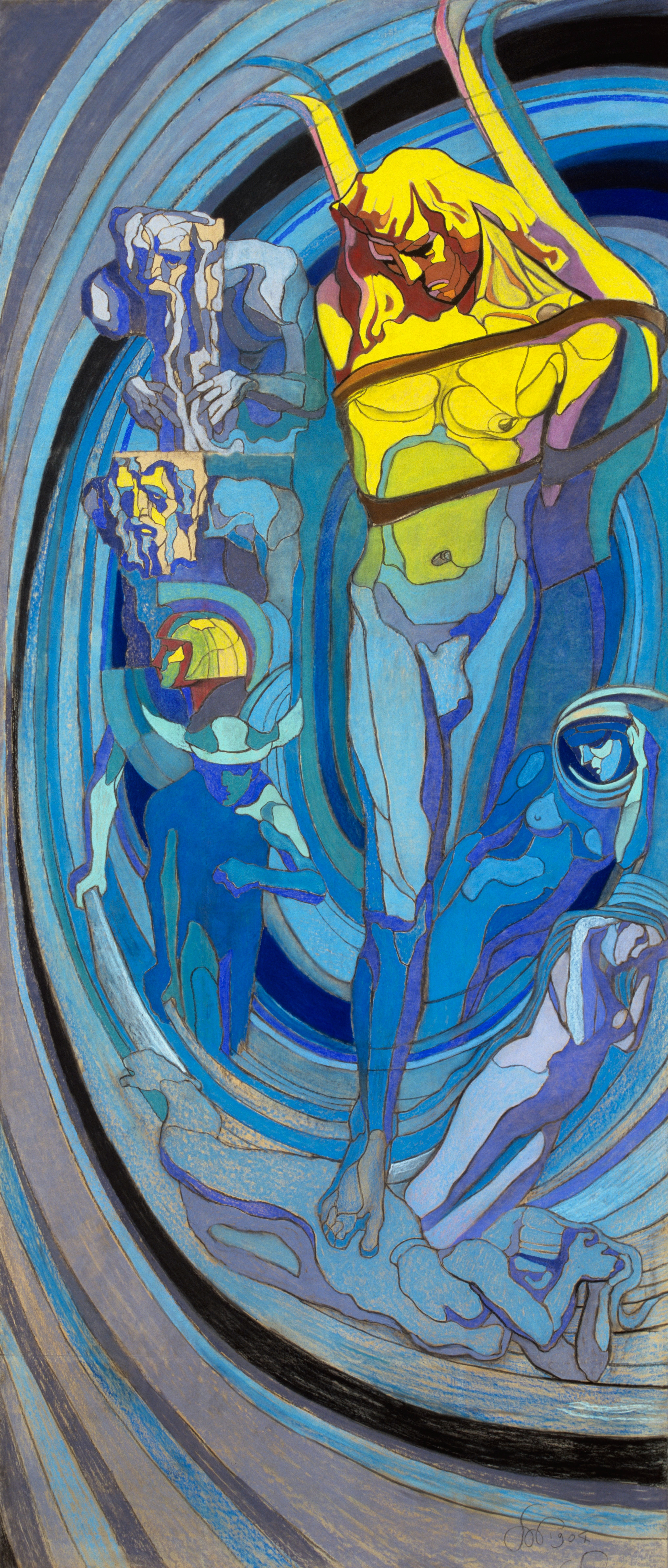
أبولو - نظام كوبرنيكوس الشمسي بواسطة ستانيسلاف ويسبيانسكي، 1904

## المجموعات
يتميز المبنى الرئيسي بالمعرض العلوي الذي تم تجديده حديثًا للفن البولندي للقرن العشرين، وهو أحد أكبر صالات العرض للرسم والنحت من أواخر القرن التاسع عشر في بولندا، مع أكثر الأعمال الفنية شهرة لجاسيك مالتشيفسكي وليون ويكزوفسكوفسكي وفودزيميرز تيماجير، مجموعة واسعة من أعمال ستانيسلاو وبيانسكي؛ وأيضًا أعمال فنانين من فترتي ما بين الحربين العالميتين وما بعد الحرب: التكعيبيون البولنديون، والتعبريون، والملونون، والطليعة في الثلاثينيات، وممثلو الاتجاهات الجديدة من الستينيات.
تشمل اللوحات في المجموعة روائع حركة يونغ بولاند (كونراد كرزينوفسكي، أولغا بوزنايسكا، جوزيف بانكيويتش، فاديسلاف سليوفيسكي، فاكاو زيمانوفسكي، لودفيك بوجيت، جان ستانيسلافسكي، تاديوس ماكوسكي ). ويمثل الطليعية البولندية من قبل زبيغنيو برونازسكو، ليون تشفيستيك، تيتوس زيزيفسكي، ستانيسلو أوستوزسكو، أوغينيوز وانياك، يان سيبيس، حنا رودزسكا-سيبسوا، ارتور ناشت-سامبروسكي، يناير زانسيباسكي، جوزف زابسكي، بيوتر بوتورسكي، اللاعب واكلاو تارانزيوسكي، جوليوش جونياك.
تشمل مجموعة أعمال ما بعد الحرب أعمال تاديوس كانتور، جوناس ستيرن، ماريا جاريما، جيرزي نوفوسيلسكي، أندريه فروبلوسكي، كاتارزينا كوبرو، ألينا سابوتشنيكوف، ماريا بينينسكا-بيريتش، كاتارزينا كوزيرا. كما أنها تحمل أعمالًا لمجموعة واسعة من الفنانين البولنديين المعاصرين المؤثرين بما في ذلك جريجور زتيوارتنا ورافال بوجوونسكي وويليلم ساسنال وجادويجا ساويكا وليون تارويزسكا وستانيسلاو روزسكي وجان بامولا وجان تاراسين.

### ميليتاريا
يحتوي المبنى الرئيسي عرض واسعة من ميليتيرا بدءا من 12TH إلى القرن 20، بما في ذلك الدروع البولندي من 16 وال17 قرنا، البولندية السيوف والأسلحة النارية والسروج، الزي العسكري من 18 إلى القرن 20، أوامر العسكرية والأوسمة، والتمييز. تشمل مقتنيات المتحف أيضًا مجموعة من أسلحة أوروبا الغربية والشرقية. يتم تقديم الميليشيات في معرض «الأسلحة والألوان».

### الفنون الزخرفية
يتم عرض الفنون والحرف الزخرفية في معرض الفنون والحرف الزخرفية، مع المشغولات الذهبية والفضية والأحجار الكريمة التي تتراوح من القرن الثاني عشر إلى القرن الثامن عشر ؛ الأشياء النحاسية والقصيرة والحديدية، مثل الأوعية والصناديق المصنوعة من الحديد المطاوع ؛ الأثاث القديم والآلات الموسيقية والساعات والسيراميك والزجاج، ولا سيما الزجاج الملون من كنائس كراكوف. يحتوي المتحف على واحدة من أكبر مجموعات بولندا من البسط والسجاد العتيق البولندي والشرقي، بالإضافة إلى مجموعة من الأزياء من القرن السادس عشر إلى القرن العشرين.

## أقسام المتحف

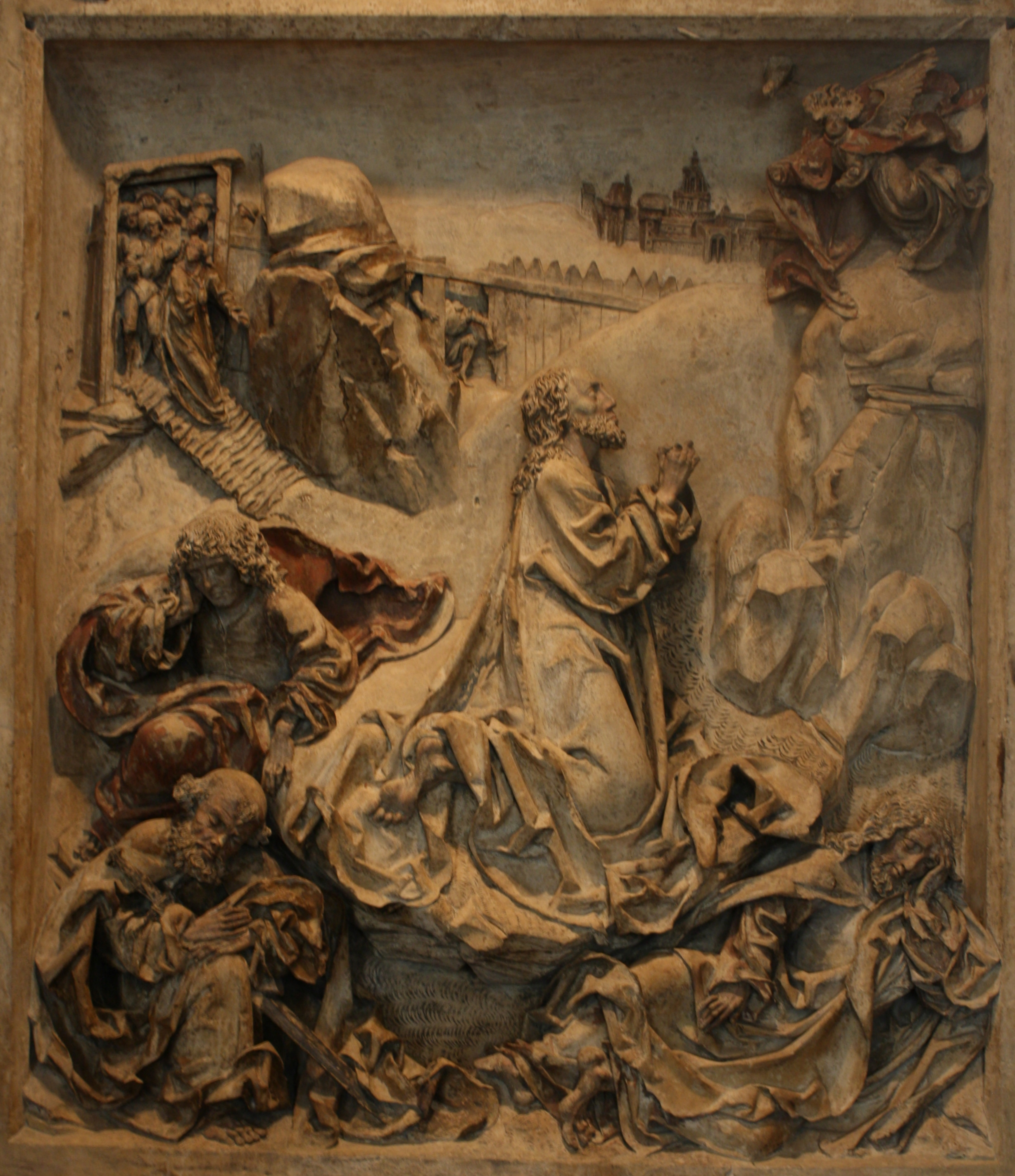
المسيح في بستان الجثسيماني، نقش بارز لفيت ستوس.

1. المبنى الرئيسي، في 3 شارع ماجا، يضم ما يقرب من 500 عمل لفنانين معاصرين بارزين في بولندا.[10]
2. معرض للفن البولندي في القرن التاسع عشر في سوكينيس، مع مجموعة من أفضل اللوحات المعروفة لحركة الشباب البولندي، بما في ذلك المنحوتات.[11]
3. متحف زارتورييسكي والمكتبة وأرسنال المشهور عالميًا برسم ليوناردو للسيدة مع قاقم. يحتوي المتحف على أساتذة قدامى آخرين معروضين بما في ذلك المناظر الطبيعية الدرامية من قبل رامبرانت.
4. تم افتتاح القسم الأخير المسمى أوروبيوم مع بيتر بروغل من بين مائة لوحة من أوروبا الغربية في عام 2013.[12]
5. قصر الأسقف إيرازم سيوتشيك ذو الفن القوطي البولندي وعصر النهضة والفن الباروكي[13]
6. متحف ستانيسلاو وابيانسكي
7. منزل يان ماتيكو في شارع فلوريانسكا
8. منزل جوزيف محوفر - منزل الفنان
9. منزل زولايسكي - معارض مؤقتة
10. متحف إمريك هاتن-زابسكي - مجموعة نقودي
11. متحف كارول زيمانوفسكي في فيلا أتما في زاكوباني
12. فندق كراكوفيا[14]

في عام 2009، تم إطلاق مشروع جديد بعنوان «منتدى المتاحف» للترويج للفن أمام المبنى الرئيسي للمتحف الوطني. تم اختيار التصميم الفائز للمهندس المعماري ميشال برناسيك.

## معرض الصور

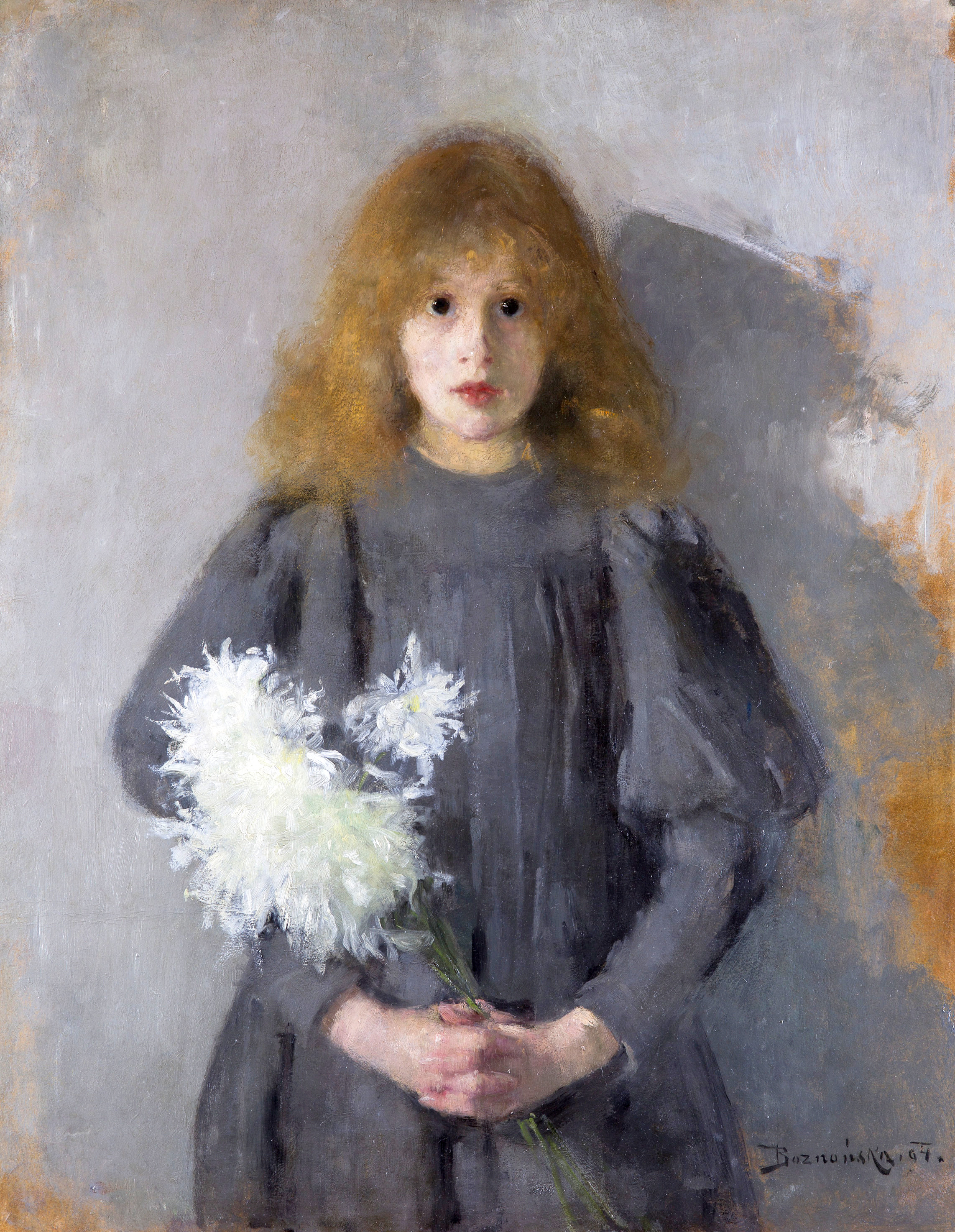
الفتاة مع الأقحوان  [لغات أخرى]‏، أولغا بوزنايسكا  [لغات أخرى]‏، 1894
الغيوم في فنلندا، كونراد كرزينوفسكي  [لغات أخرى]‏، 1908
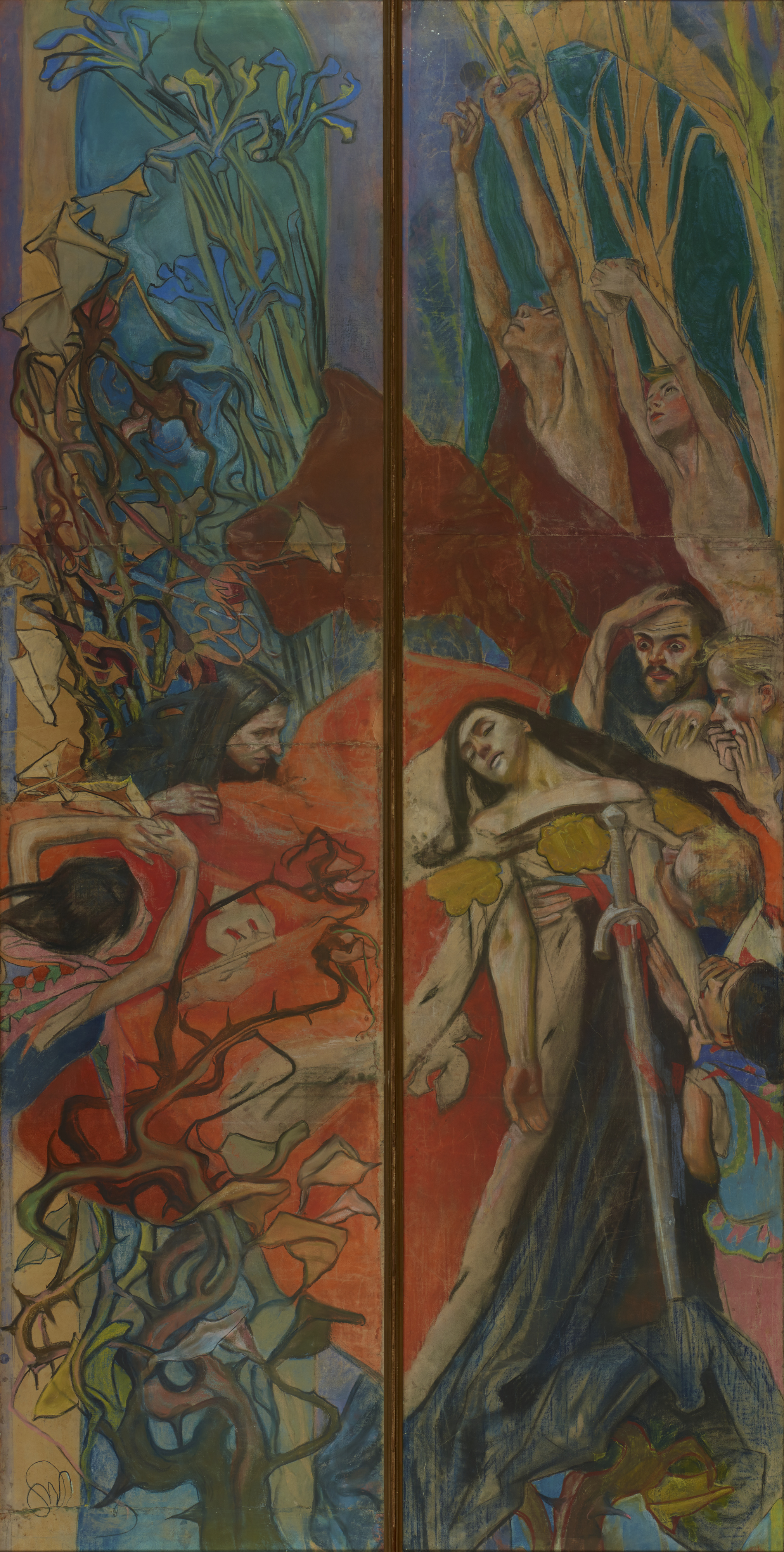
بولونيا، ستانيسلاف ويسبينسكي، 1893-1894
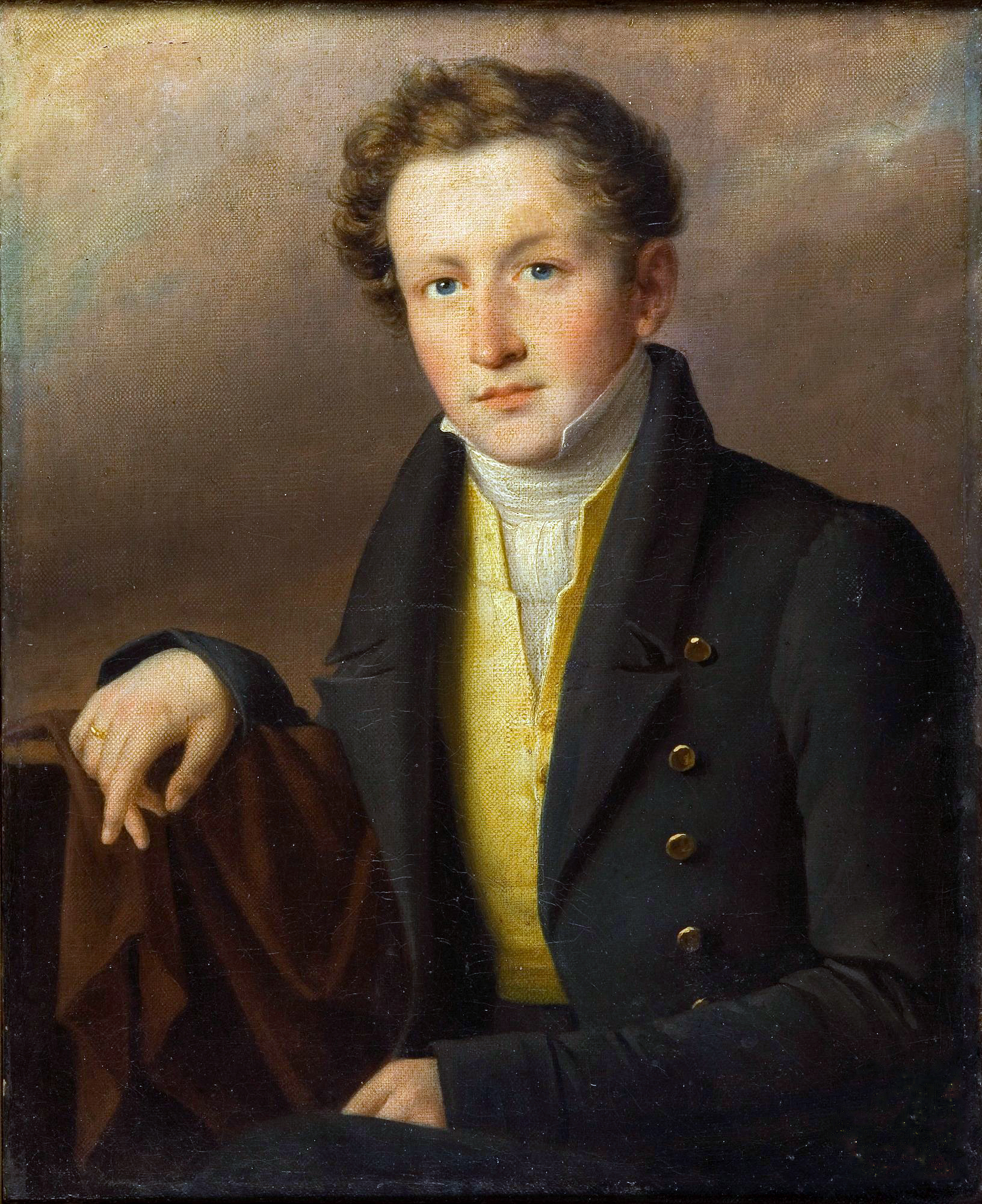
صورة ليون سابيها  [لغات أخرى]‏، جوزيف أوليسزكيويتش  [لغات أخرى]‏، ١٨٢٧
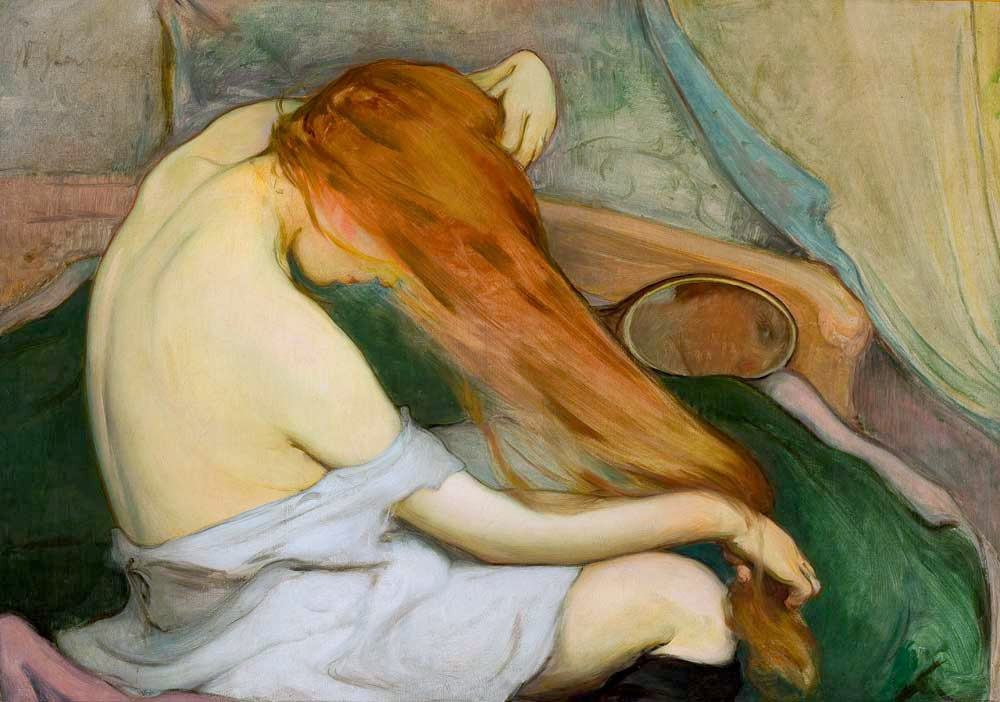
امرأة تمشط الشعر، Władysław Ślewiński، 1897
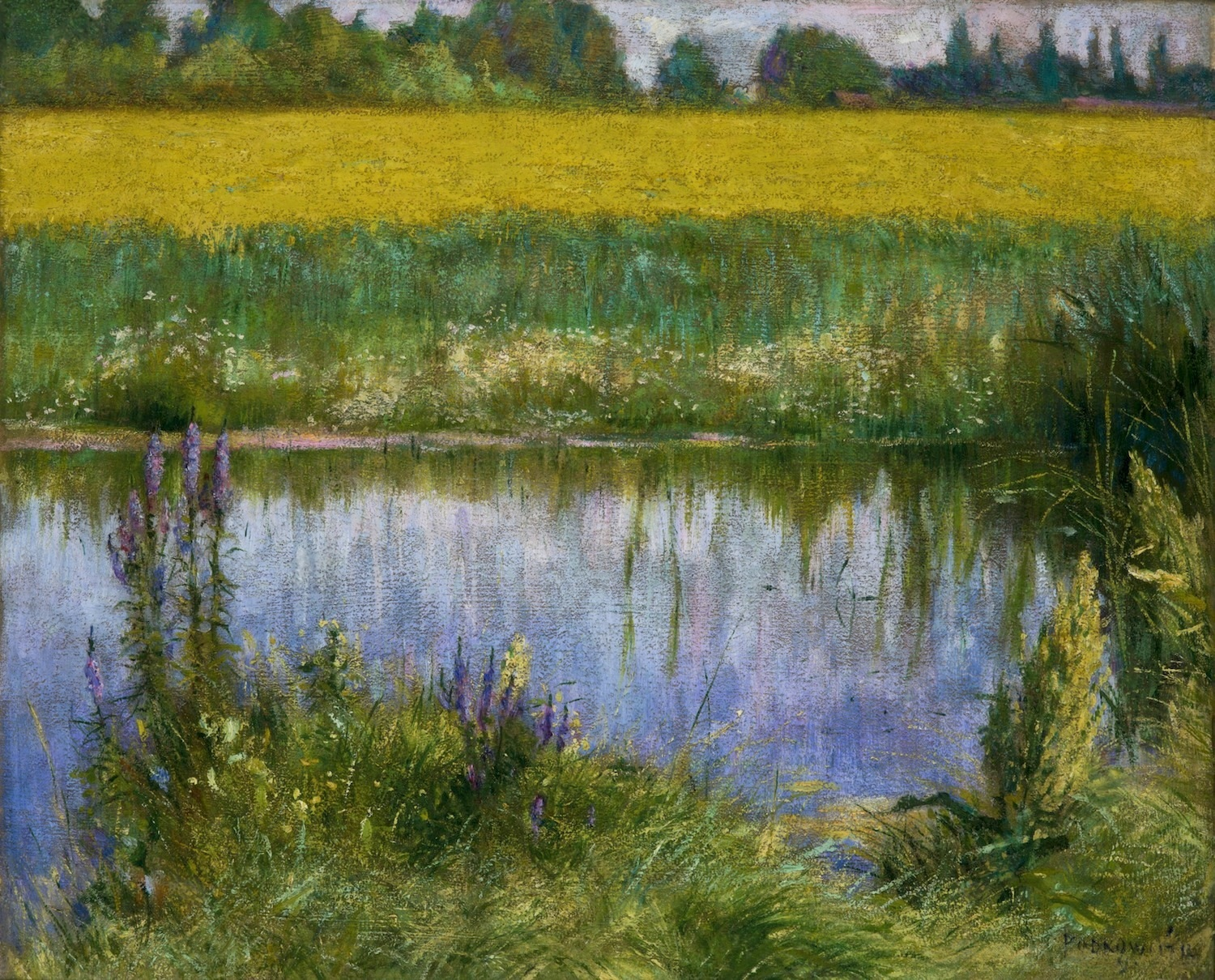
Sun Over Lupines، فلاديسلاف بودكوفينكسي، 1891
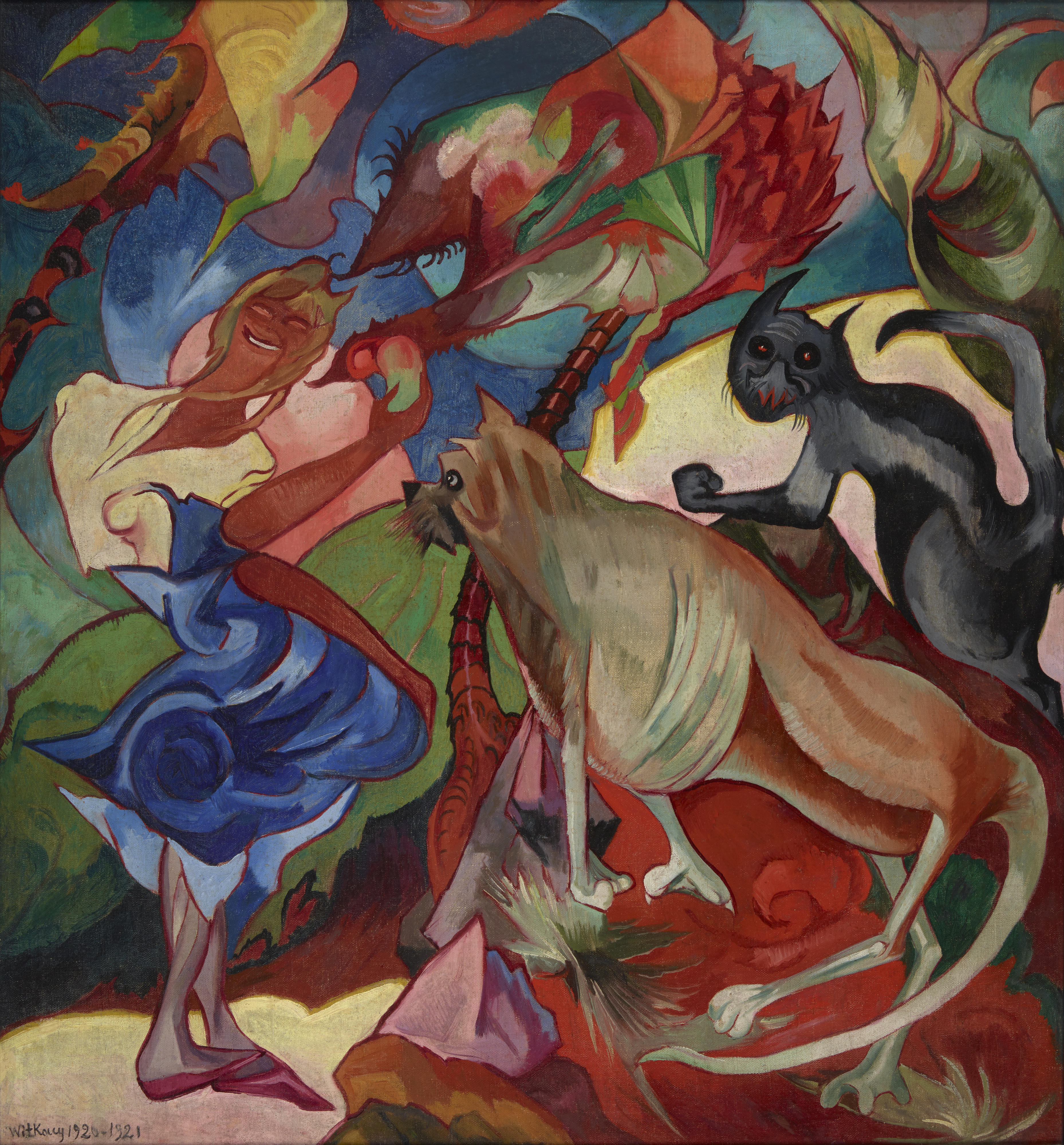
ماريسيا مع كلب بوريك في سيلان، ستانيسواف إغناسي ويتكيفيتش، 1920-1921
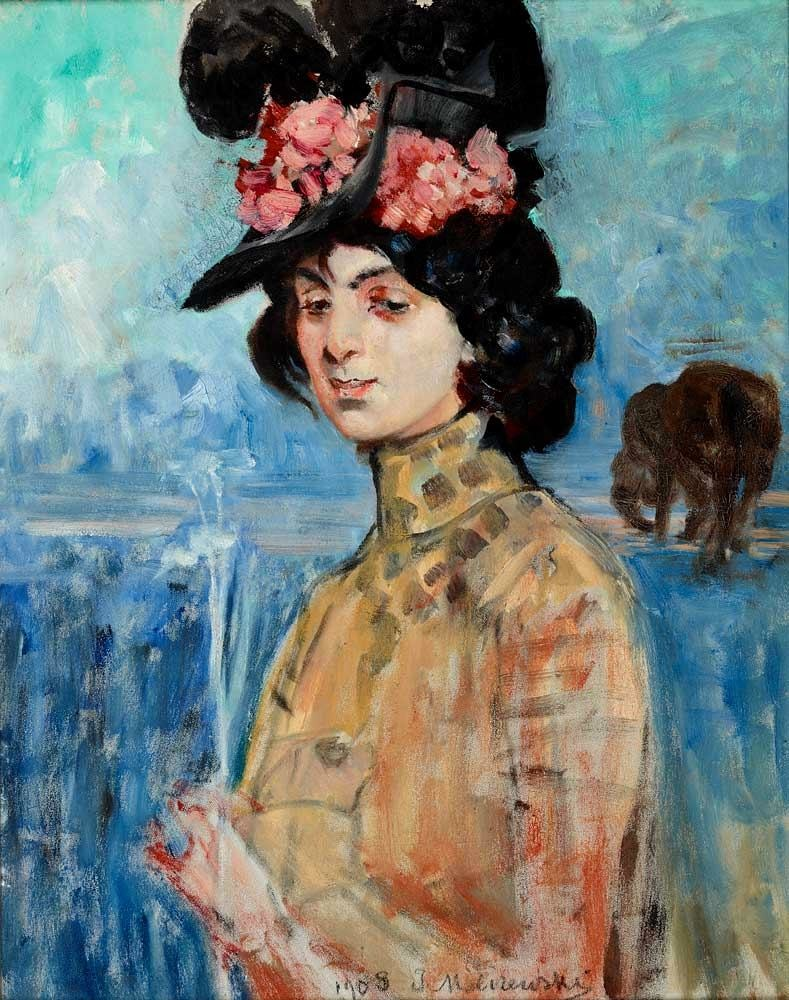
صورة Zofia Atteslander، Jacek Malczewski، 1908
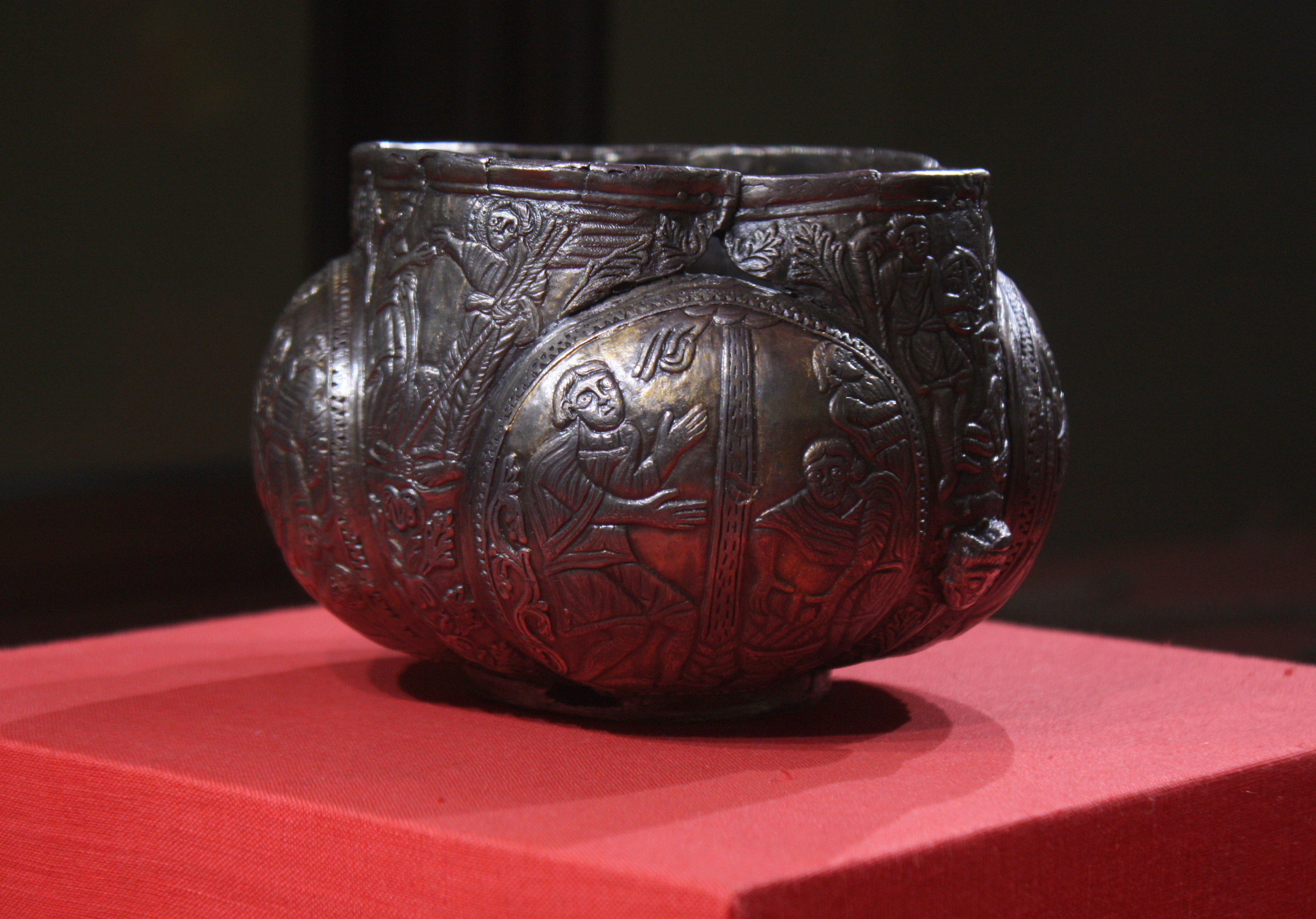
كأس Włocławek، القرن العاشر
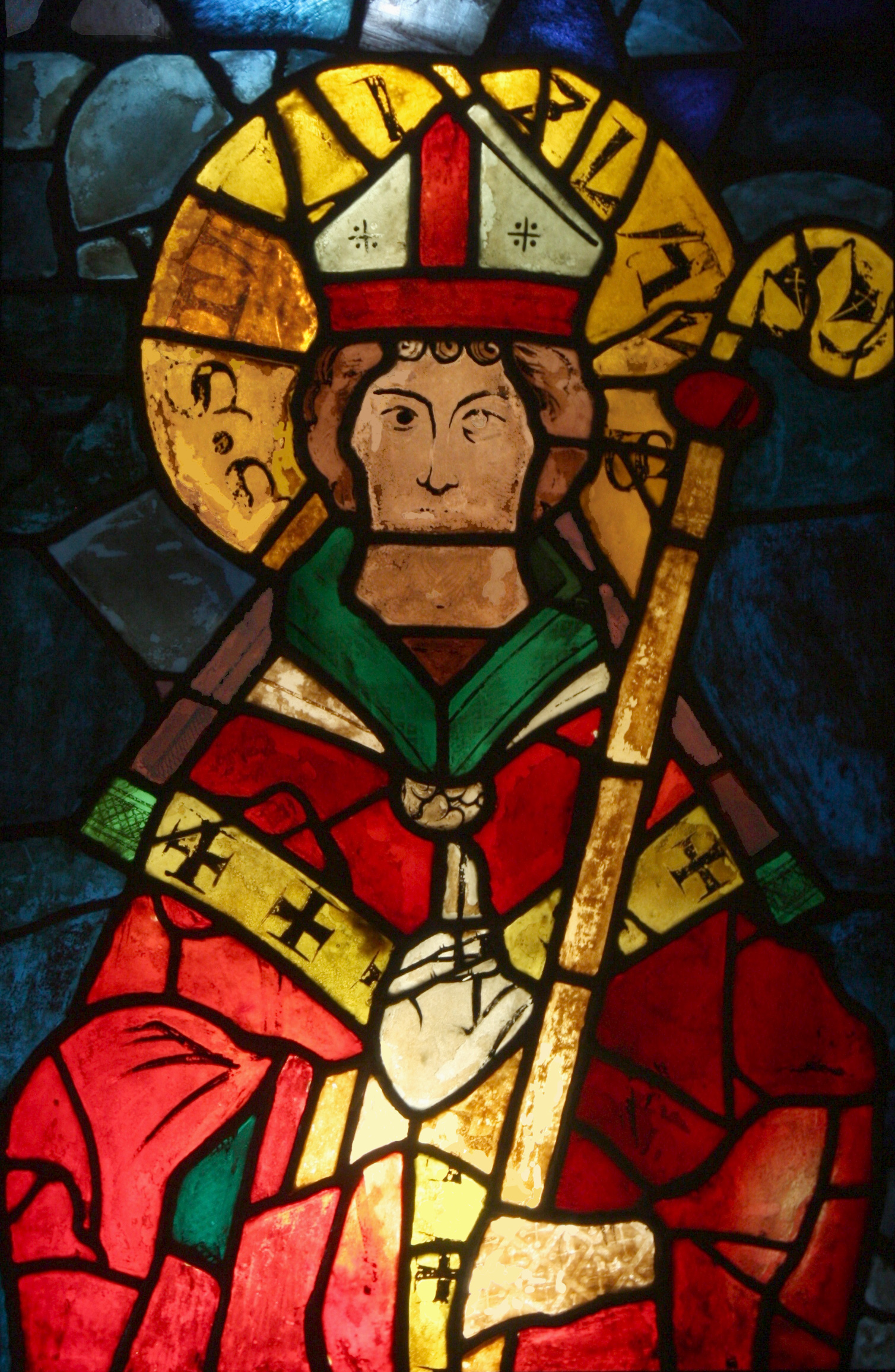
سانت ستانيسلاوس. نافذة من الزجاج الملون على الطراز القوطي من دير الدومينيكان في كراكوف
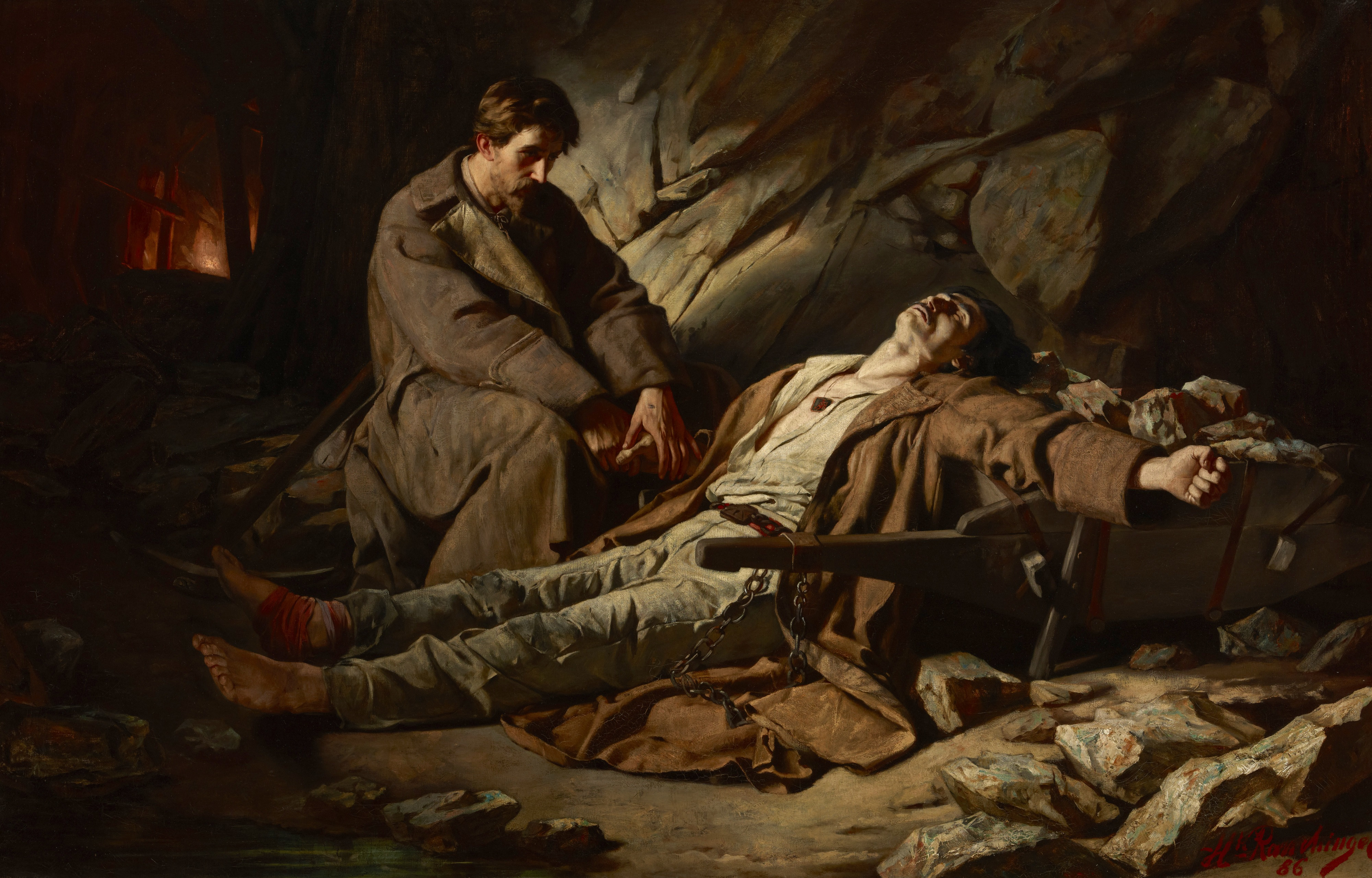
W katordze ("في السجن")، هاينريش راوتشينغر  [لغات أخرى]‏، 1886

## خسائر زمن الحرب

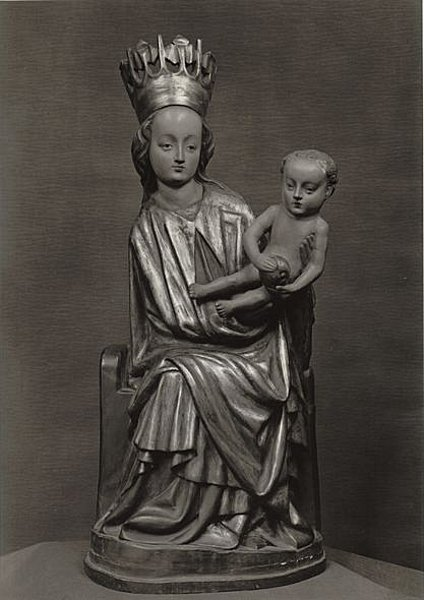
عرش مادونا من رابكا، بولندا الصغرى
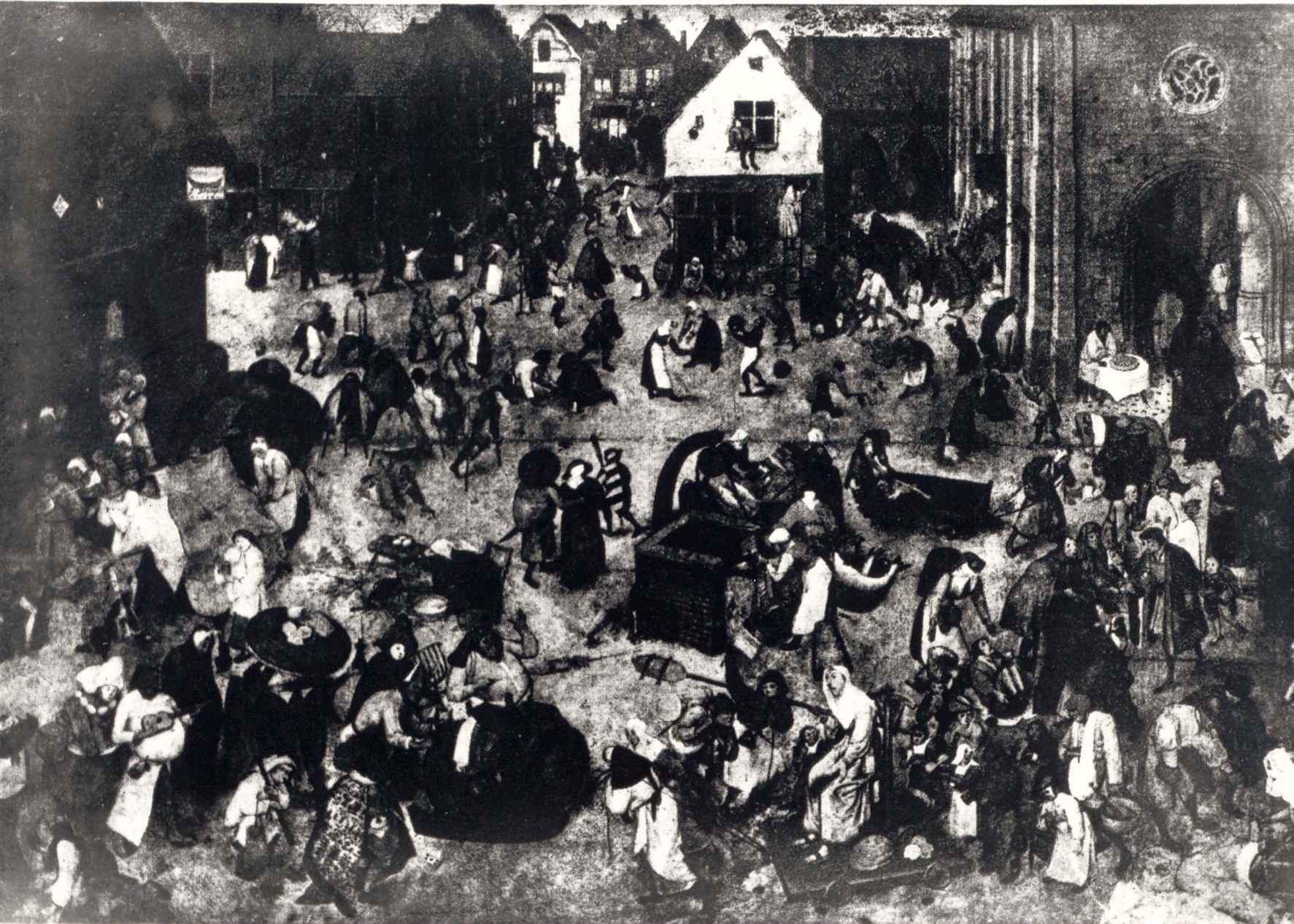
القتال بين الكرنفال والصوم الكبير، بيتر بروغل الأكبر
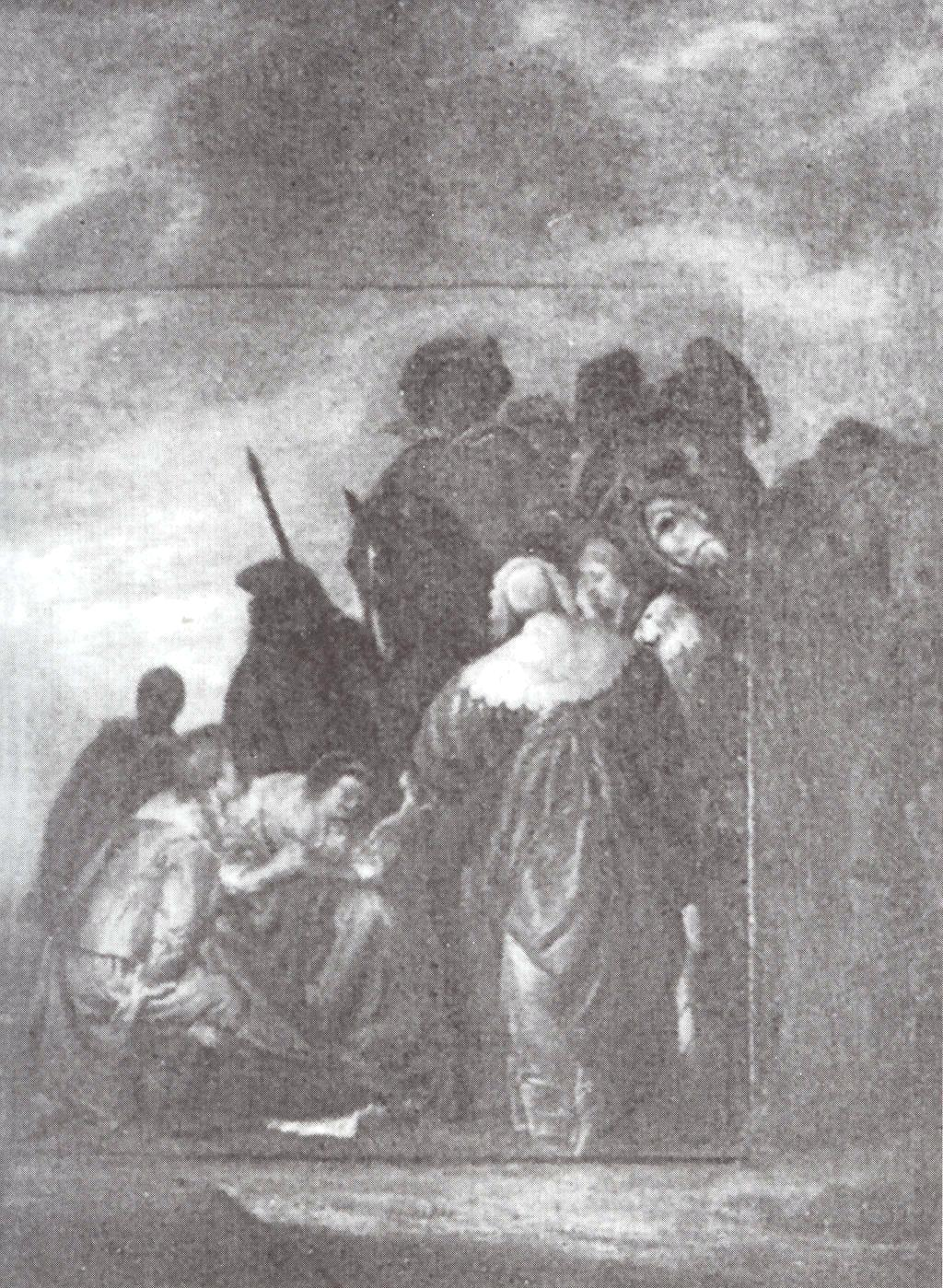
مشهد تاريخي، بيتر كود  [لغات أخرى]‏

## وصلات خارجية
- الموقع الرسمي